# Studio Berçot
Pour les articles homonymes, voir Berçot.
Le Studio Berçot est une formation privée au métier de styliste fondée en 1954, basée à Paris et apparentée aux écoles de mode françaises. L'école est dirigée par Marie Rucki. Le Studio Berçot ferme ses portes en juin 2023.

## Historique
Le Studio Berçot a formé plusieurs stylistes des années 1980 ou directeurs artistiques implantés dans maisons de luxe des années 1990, et au marché de l’accessoire de mode dans les années 2000 quand la grande distribution internationalise le milieu. 

## Cursus
La formation du Studio Berçot se déroule sur trois ans.

### Défilé
Un défilé de fin d’année se tient chaque année, largement surveillé par la communauté professionnelle.

## Anciens élèves
- Karine Arabian
- Stella Cadente
- William Carnimolla
- Caroline Denervaud
- Babeth Djian
- Olivier Guillemin
- Solenn Heussaff
- Shera Kerienski
- Lolita Lempicka
- Véronique Leroy
- Isabel Marant
- Laurent Mercier
- Roland Mouret
- Antoine Platteau
- François Sagat
- Vanessa Seward
- Marie Seznec Martinez
- Martine Sitbon
- Sophie Theallet
- Nadège Vanhee-Cybulski
- Gaspard Yurkievich
- Vincent Darré